# Nagybányai Képíró István

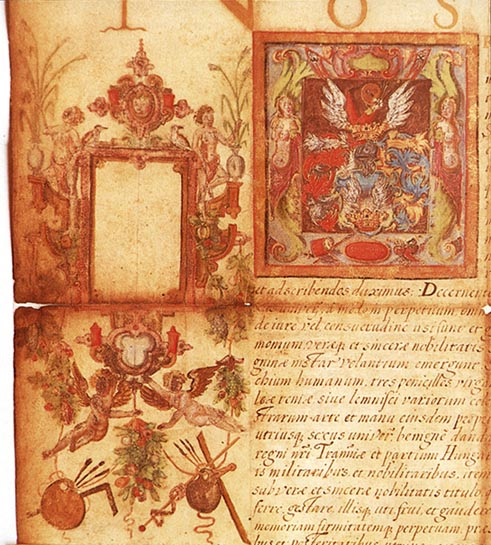
Nagybányai Képíró István udvari festő címere (1632)

Nagybányai Képíró István (1600 k.–1654 u.) festő. A neve Nagybányai vagy Csengeri alakban is előfordul.  
Valószínűleg Kolozsváron született. 1624–25-ben innen Gyulafehérvárra ment. 1631-ben a kolozsvári templom képeit festette. I. Rákóczi György, erdélyi fejedelem 1632-ben megnemesítette. 1653-ban a kolozsvári képíró céh alcéhmestere, 1654-ben a kolozsvári Szent Mihály-templom toronyóráját festette. 